# ليتون مفاندي
ليتون مفاندي (بالإنجليزية: Lyton Mphande)‏ (مواليد 14 مايو 1963) هو ملاكم مالاوي، مثّل بلاده في الألعاب الأولمبية الصيفية 1988.

## روابط خارجية
ليتون مفاندي على موقع أوليمبيديا (الإنجليزية)
- ليتون مفاندي على موقع اتحاد ألعاب الكومنولث (مؤرشف) (الإنجليزية)